# Mount Bates
Der Mount Bates ist mit 319 m die höchste Erhebung der östlich von Australien im Pazifik gelegenen Norfolkinsel einschließlich ihrer beiden unbewohnten Nebeninseln Nepean Island und Phillip Island.

Die Erhebung liegt im Norfolk-Island-Nationalpark und besteht wie die gesamte Insel aus Vulkanit. Auf den mit Norfolk-Tannen (englisch Norfolk Island Pines) bedeckten Berg führt ein Wanderweg, der bis zur Bergkuppe aus hölzernen Stufen besteht.